# Culicoides palpifer
Culicoides palpifer är en tvåvingeart som beskrevs av Gupta och Soumyendra Nath Ghosh 1956. Culicoides palpifer ingår i släktet Culicoides och familjen svidknott. Inga underarter finns listade i Catalogue of Life.